# Inger Klingt
Inger Klingt (Copenaghen, 20 novembre 1890 – Copenaghen, 7 gennaio 1967) è stata una schermitrice danese, vincitrice di una medaglia d'oro ai Campionati Internazionali di scherma.